# اتوری‌کوکسیب
اتوری‌کوکسیب (انگلیسی: Etoricoxib) که با نام تجاری Arcoxia فروخته می‌شود، یک مهارکننده انتخابی COX-2 از آزمایشگاه‌های تحقیقاتی McOLSON است. در حال حاضر این دارو در بیش از ۸۰ کشور در سراسر جهان تأیید شده است، اما نه در ایالات متحده آمریکا، سازمان غذا و دارو (FDA) پیش از صدور تأییدیه، به داده‌های ایمنی و اثربخشی بیشتری برای اتوری‌کوکسیب نیاز دارد.
این دارو در سال ۱۹۹۶ میلادی ثبت اختراع شد و در سال ۲۰۰۲ برای استفاده پزشکی تایید شد.

## مصارف پزشکی
اتوری‌کوکسیب برای درمان آرتریت روماتوئید، آرتریت پسوریاتیک، استئوآرتریت، اسپوندیلیت آنکیلوزان، کمردرد مزمن، درد حاد و نقرس نشان داده شده است.  نشانه‌های تایید شده بر اساس کشور متفاوت است. در بریتانیا و آلمان، این دارو همچنین "برای درمان کوتاه مدت درد متوسط پس از جراحی دندان" بزرگسالان استفاده می شود.

## اثر
یک مرور کاکرین مزایای تک دوز اتوری‌کوکسیب را در کاهش درد حاد پس از عمل در بزرگسالان ارزیابی کرد.  اتوری‌کوکسیب خوراکی با یک دوز چهار برابر بیشتر از دارونما تسکین درد پس از عمل را با سطوحی معادل عوارض جانبی ارائه می‌کند. اتوری‌کوکسیب که با دوز ۱۲۰ میلی‌گرم داده می شود به همان اندازه موثر یا حتی بهتر از سایر مسکن‌هایی است که معمولا استفاده می‌شود.

## عوارض جانبی
مانند سایر NSAID ها، مهارکننده‌های COX-2 نیز سهم خود را از عوارض جانبی دارند. فوران دارویی ثابت و اریتم ژنرالیزه، پوسچولوز اگزانتماتوز حاد ژنرالیزه (AGEP)، اریتم مولتی‌فرم مانند فوران و اریتم پرتیبیال ناشی از دارو، برخی از عوارض جانبی جدی گزارش‌شده هستند، افزون بر موارد بی‌ضرر معمول.

## مکانیسم عمل
مانند هر مهارکننده انتخابی COX-2 دیگری ("کوکسیب")، اتوریکوکسیب به طور انتخابی ایزوفرم 2 آنزیم سیکلواکسیژناز (COX-2) را مهار می کند.  برای مهار COX-2 نسبت به COX-1 تقریباً ۱۰۶ برابر انتخاب است.  این باعث کاهش تولید پروستاگلاندین‌ها (PGs) از اسید آراشیدونیک می‌شود. در میان عملکردهای گوناگون اعمال شده توسط PG ها، نقش آنها در آبشار التهاب باید برجسته شود.
مهارکننده‌های انتخابی COX-2 در مقایسه با داروهای ضدالتهاب غیراستروئیدی سنتی (NSAID) فعالیت کمتری روی COX-1 نشان می‌دهند.  این فعالیت کاهش یافته علت کاهش عوارض جانبی گوارشی است، همانطور که در چندین کارآزمایی بالینی بزرگ انجام شده با کوکسیب‌های گوناگون نشان داده شده است.